# Vilma Neuwirth
Vilma Neuwirth (geboren 25. August 1928 in Wien; gestorben 7. Dezember 2016 als Vilma Kühnberg) war eine österreichische Überlebende des NS-Regimes, Friseurin, Fotografin und Autorin.

## Leben
Neuwirth wurde in der Leopoldstadt als jüngstes von acht Kindern geboren, ist dort aufgewachsen und hat ihr ganzes Leben in diesem Bezirk verbracht. Ihr Vater Josef Kühnberg war Friseur (jüdischer Abstammung), ihre Mutter Hausfrau und Mutter (christlicher Konfession). „Nie hat [sie] die Leopoldstadt verlassen wollen. Trotz allem.“

„Warum? Dann hätten die ja gewonnen. Wieso soll ich auswandern? Die Nazis bleiben und die Juden gehen?! Na hören Sie, ich werde doch nicht vor denen flüchten.“

Im kleinbürgerlich-proletarischen Milieu ihres Geburtshauses Glockengasse 29 erfuhr sie beim Anschluss Österreichs am 11. März 1938 schmerzhaft, wie nachbarschaftliche Solidarität und friedliches Miteinander schlagartig in Hass und brutalen Antisemitismus umschlugen: „Aus jeder nichtjüdischen Wohnung kamen auf einmal nur noch Uniformierte. Über Nacht trugen alle SA-Uniformen und Stiefel. Wir haben uns oft später den Kopf zerbrochen, woher sie diese Uniformen so schnell hatten. Vor dem Einmarsch waren sie nette, unauffällige Mitbewohner.“
Obwohl nicht religiös erzogen und mit einem christlichen Elternteil, wurden Neuwirth und ihre Geschwister zu Geltungsjuden erklärt und erlitten die Auswirkungen der nationalsozialistischen Judenverfolgung in voller Härte. Sie muss die Schule verlassen, zwei Brüder flüchten, der Vater erkrankt und stirbt schließlich 1942 an Krebs. Der Rest der Familie verdankt sein Überleben dem couragierten Auftreten der Mutter. Da sie Hauptmieterin der bescheidenen Wohnung ist, wird diese nicht arisiert. Wenn Gestapo-Männer mitten in der Nacht eindringen und den Vater verhaften wollen, tritt sie ihnen mit angestecktem Hakenkreuz entgegen und ruft ihnen zu: „Was wollen Sie eigentlich von uns, ich bin Arierin und habe auch den Führer gewählt!“
Vilma und ihre Geschwister sind vielfältigen Demütigungen und Gewaltakten ausgesetzt, müssen ab 1. September 1941 den Judenstern tragen und entgehen oft nur knapp der Festnahme und Deportation in ein Konzentrationslager. „Unsere Freundinnen, die wir schon als kleine Kinder kannten […], beschimpften uns auf das Gemeinste. Das Mildeste war noch, wenn sie riefen: ‚Schleicht’s eich, es Judengfraster!‘ […] Sie spuckten uns an und versuchten uns zu schlagen. […] Meine Schwester und ich waren am Boden zerstört. So eigenartig es jetzt klingt, ich hatte bis dahin von meiner jüdischen Abstammung keine Ahnung gehabt.“
Nach der Befreiung Wiens machte Neuwirth eine Lehre als Friseurin, wird später Referentin bei den Vereinigten Edelstahlwerken, lässt sich bei Franz Hubmann zur Fotografin ausbilden und arbeitet ab 1993 im Dokumentationsarchiv des österreichischen Widerstandes. 2008 veröffentlicht sie ihre Erinnerungen in Buchform, schildert darin das Leben einer jüdischen Arbeiterfamilie in Wien-Leopoldstadt und das Alltagsgesicht des Nationalsozialismus – „differenziert und lebensnah erhellt sie das Zusammenspiel von staatlich verordnetem und individuellem, freiwilligem Antisemitismus“:

„Dieses Buch habe ich gelesen wie einen Krimi. Weil es einer ist. […] Nicht mehr und nicht weniger als der Bericht über ganz normale Leute, die zu Verbrechern geworden sind, und das jeden Tag aufs neue, und über ebenso normale Leute, die zu Helden eines Überlebenskampfes geworden sind, der kaum zu gewinnen war. Der Hauptpreis war ja schon das simple, nackte Leben. Nicht mehr, aber weniger geht eben auch nicht, denn weniger gibt es gar nicht.“

Neuwirth erzählt in ihrem Buch von ihrem eigenen Schicksal und dem ihrer Familienangehörigen, auch von jenen, die in Vernichtungslagern der Nationalsozialisten ermordet wurden, sowie von jenen, die in Wien auf abenteuerliche Weise überleben konnten. 

„Mit „Glockengasse 29“ hat Vilma Neuwirth ein Volksbuch geschrieben – eines, das Jung wie Alt und sogar den ungeübten Lesern zugänglich wäre, unterhaltsam und lehrreich, ein Buch über die Angst und wie man mit ihr zurechtkommt, eines auch, das uns ein vertrautes und doch fremdes Wien vorstellt.“

In der Spielzeit 2013/14 wirkte sie bei der Zeitzeugenproduktion Die letzten Zeugen von Doron Rabinovici und Matthias Hartmann am Wiener Burgtheater mit – gemeinsam mit Marko Feingold, Rudolf Gelbard, Lucia Heilman, Schoschana Rabinovici und Ari Rath. Die Produktion bezog sich auf die Novemberpogrome 1938, erlangte hohe Wertschätzung seitens Publikum und Presse und wurde zum Berliner Theatertreffen und ans Staatsschauspiel Dresden eingeladen.

## Werk
- Glockengasse 29. Eine jüdische Arbeiterfamilie in Wien. Mit einem Vorwort von Elfriede Jelinek und einem Nachwort von Michaela Raggam-Blesch, Milena Verlag, Wien 2008, ISBN 978-3-85286-169-2 (4. Auflage, 2013, ISBN 978-3-85286-169-2).

## Kritiken zum Buch
- Erich Hackl: Hitler in Oarsch, Die Presse, 4. Oktober 2008.
- Linkswende: Glockengasse 29 (Eine jüdische Arbeiterfamilie in Wien), November 2008.
- ORF: Glockengasse 29. Eine jüdische Arbeiterfamilie in Wien, 20. Januar 2009.

## Nachweise
1. ↑  „Letzte Zeugin“ Vilma Neuwirth gestorben
2. 1 2  Solmaz Khorsand: Allein unter Nazis. Gespräch mit Vilma Neuwirth. Wiener Zeitung, 8. Januar 2014.
3. ↑  Textbuch Die letzten Zeugen, Burgtheater Wien 2013, 9
4. 1 2 3  Programmbuch Die letzten Zeugen. Burgtheater Wien 2013, S. 9 f.
5. ↑  Textbuch Die letzten Zeugen. Burgtheater Wien 2013, S. 11.
6. ↑  Erich Hackl: Hitler in Oarsch, Die Presse, 4. Oktober 2008.

| Personendaten    | Personendaten                                          |
| ---------------- | ------------------------------------------------------ |
| NAME             | Neuwirth, Vilma                                        |
| ALTERNATIVNAMEN  | Kühnberg, Vilma                                        |
| KURZBESCHREIBUNG | österreichische Überlebende des NS-Regimes und Autorin |
| GEBURTSDATUM     | 25. August 1928                                        |
| GEBURTSORT       | Wien                                                   |
| STERBEDATUM      | 7. Dezember 2016                                       |